# هواردز اند

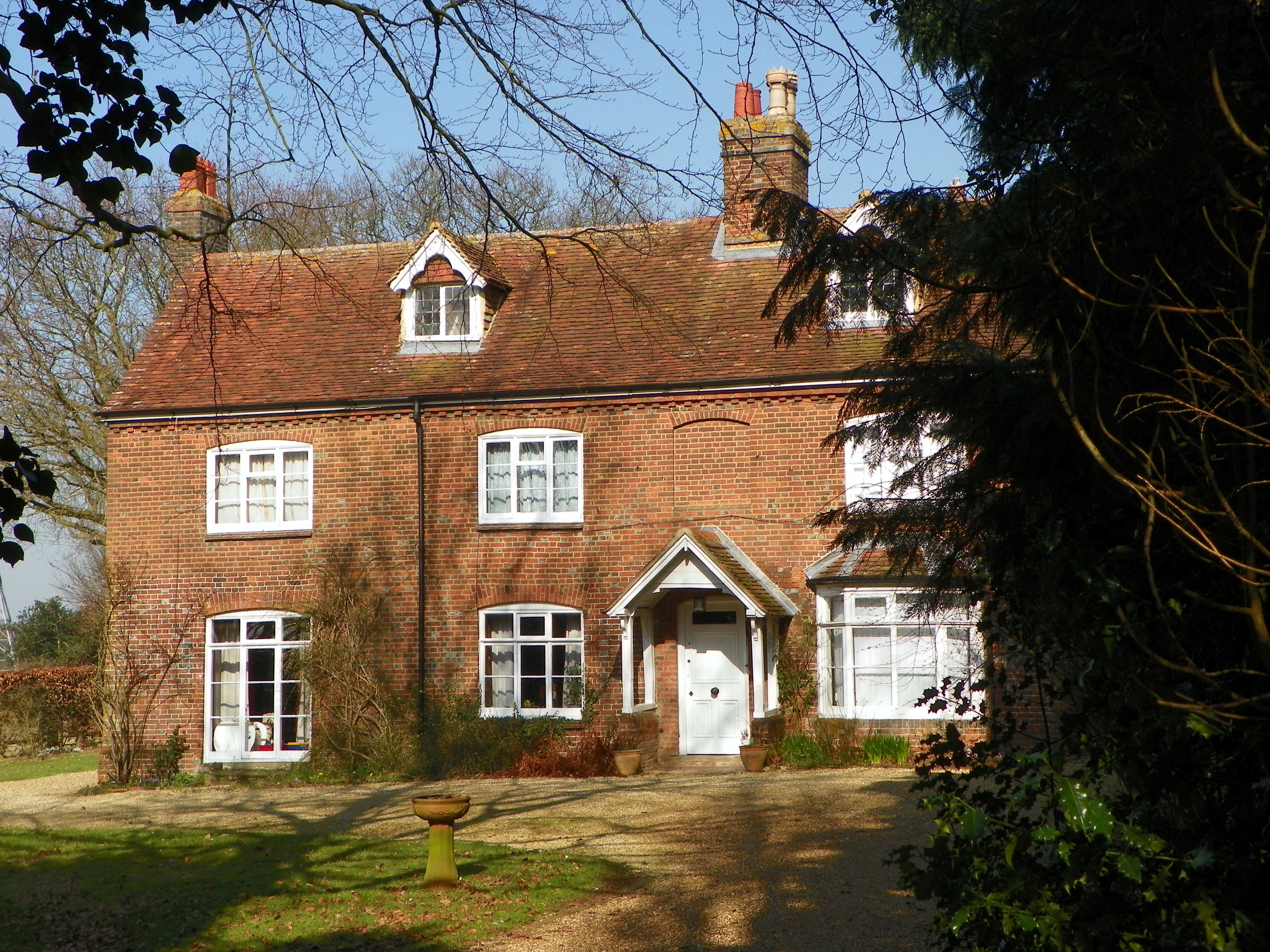
روکس‌نست، خانه کودکی فورستر که او هواردز اند را براساس آن آفریده است.

هواردز اِند (به انگلیسی: Howards End) رمانی از ادوارد مورگان فورستر است که نخستین بار در ۱۹۱۰ میلادی منتشر شد. در سال ۱۹۹۸ کتابخانه مدرن آن را در جایگاه ۳۸م فهرست صد رمان برتر خود قرار داد.
احمد میرعلایی هواردز اند را به فارسی ترجمه کرده‌است.

## جای‌ها
- هواردز اند: هواردز اند یکی از مشهورترین خانه‌های نمادین در ادبیات انگلیسی، خانه‌ای واقعی است که زمانی به خانواده هواردز تعلق داشته. End در زبان انگلیسی هم به معنای فرجام و هدف است و هم مکان را به ذهن می‌آورد. فورستر با نام این خانه بازی کرده‌است. هم نام خانه مطرح است و هم تباهی خانواده هواردز، که دهقانانی خرده مالک بوده و در سال‌های نخستین قرن بیستم کم‌کم ریشه‌کن شده بودند. فورستر از چهار سالگی تا چهارده سالگی (۱۸۸۳–۱۸۹۳) در این خانه که در هرتفوردشر واقع است، زندگی کرده‌است. او در کتاب ماریان ثورنتون (۱۹۵۶) نیز از این خانه یاد کرده‌است.
- ویکهام پلیس: خانه خانواده شلگل است. آن‌ها مجبور می‌شوند این خانه را ترک کنند.

## نمادها
- یونجه: یکی از نمادهای مهم کتاب است. هم زن قبلی ویلکاکس و هم مارگارت به نحوی با آن مربوط می‌شوند. اولی هنگامی به داستان وارد می‌شود که دست‌هایش پر از یونجه است و مارگارت به کرات با دست‌هایش سبزه گره می‌زند. در عوض افراد ذکور خانواده ویلکاکس نسبت به یونجه حساسیت دارند و دچار تب می‌شوند.
- درخت نارون: به گفته فورستر این درخت جنبه نمادین دارد. روح خانه است که خود نماینده انگلستان سرسخت و باستانی است.

## خلاصه داستان
داستان دربارهٔ روابط دو خانواده، شلگل‌های آلمانی–انگلیسی (مارگارت، هلن و برادرشان تیبی) و ویلکاکس‌های انگلیسی (هنری، روث و فرزندانشان چارلز، پُل و اِوی) است. مارگارت شلگل و خواهرش هلن، نماینده نوعی از زندگی هستند که با شیوه زندگی مردان خانواده ویلکاکس در تضاد است.
کتاب با نامه‌های هلن از هواردز اند به خواهرش مارگارت آغاز می‌شود. هلن با یکی از ویلکاکس‌ها (پل) رابطه عاشقانه کوتاه و ناراحت‌کننده‌ای دارد. در ادامه مارگارت با خانم ویلکاکس (روث) صمیمی می‌شود. خانم ویلکاکس زن بزرگواری است که کودکی خود را در هواردز اند گذرانده است. او پیش از مرگ در یادداشتی می‌خواهد که هواردز اند به مارگارت شلگل واگذارده شود. اما اعضای خانواده ویلکاکس این یادداشت را نادیده می‌گیرند (با این بهانه که اعتبار قانونی ندارد).
مارگارت و هلن در هنگام اجرای سمفونی پنجم بتهوون با لئونارد باست آشنا می‌شوند. آقای باست جوان کارمند ساکن لندنی است که از فقر روحی و جسمی رنج می‌برد. خواهران شلگل سخت به او مشغول می‌شوند و هنگامی که از هنری ویلکاکس می‌شنوند که شرکت بیمه‌ای که او را استخدام کرده ممکن است ورشکست شود، به بیرون آمدن از آن شرکت ترغیبش می‌کنند. لئونارد باست با حقوقی کم‌تر در بانکی مشغول به کار می‌شود و از آنجا هم به علت سیاست تعدیل نیروی انسانی اخراج می‌شود. در این میان هنری ویلکاکس از مارگارت شلگل تقاضای ازدواج کرده و تقاضایش پذیرفته شده‌است.
در مراسم عروسی اوی، دختر ویلکاکس، که در خانه ییلاقی او در شروپشایر برگزار می‌شود، ناگهان سروکلهٔ هلن شلگل همراه با لئونارد باست و زنش جکی، که شلخته‌ای بی‌بندوبار است و ده–دوازده سالی از لئونارد بزرگ‌تر، پیدا می‌شود. باست و زنش بر اثر راهنمایی تجاری هنری ویلکاکس که از طریق خواهران شلگل به گوش آن‌ها رسیده بود خانه خراب شده‌اند. اما هنری ویلکاکس به یاد ندارد که چنین رهنمودی داده باشد. هلن چون فرشته انتقام آمده‌است تا حساب‌ها را تسویه کند. مارگارت همه آن‌ها را از مهمانی می‌راند و به میهمانخانه ده می‌فرستد، اما جکی می‌ماند و با شراب عروسی مست می‌کند. جکی سیاه‌مست با هنری روبرو می‌شود و او را هن می‌نامد، و مارگارت خبردار می‌شود که جکی سال‌های پیش رفیقهٔ هنری بوده‌است. مارگارت برآن می‌شود تا نگذارد این امر میان او و هنری ایجاد کدورت کند و به دنبال این ماجرا با او ازدواج می‌کند.
بعدها وقتی هلن از سفر اروپایی بازمی‌گردد، تنها به وسیله نامه با مارگارت تماس می‌گیرد، هنری و مارگارت به این بهانه که اموال خانواده شلگل در هواردز اند است و او باید خود بسته‌های کتاب‌هایش را باز کند او را به آنجا می‌کشند. در آنجا مارگارت او را غافلگیر می‌کند و درمی‌یابد که آبستن است. هلن می‌خواهد آن شب را با اثاثیه قدیمی خود در هواردز اند بگذراند. مارگارت و هنری در آن نزدیکی در خانه چارلز اقامت دارند اما هلن می‌خواهد که مارگارت آن شب را به او بپیوندد چرا که روز بعد به مونیخ می‌رود تا فرزندش را در آنجا به دنیا آورد. هنری مخالفت می‌کند. با این حال مارگارت می‌رود و شب را با خواهرش در هواردز اند می‌ماند. او متوجه می‌شود که کودک درون شکم خواهرش ثمره عشق حرام او و لئونارد باست است.
لئونارد باست که عذاب وجدان دارد روانه هواردز اند می‌شود اما در درگیری با چارلز ویلکاکس تصادفاً کشته می‌شود. داداگاه چارلز را برای سه سال به زندان می‌اندازد. مارگارت قصد دارد که با خواهرش به آلمان برود و برای همیشه شوهرش هنری را ترک کند اما پس از محکومیت چارلز وقتی هنری با وضعی رقت‌بار به او روی می‌آورد، با او به هواردز اند می‌رود تا کمکش کرده و تسلی‌اش دهد. در پایان کتاب هنری شورای خانوادگی تشکیل می‌دهد و به فرزندانش می‌گوید که تمام دارایی نقدی‌اش را برای آنان می‌گذارد اما هواردز اند به مارگارت می‌رسد. مارگارت متوجه می‌شود که خانم ویلکاکس می‌خواسته هواردز اند به او برسد. در آخرین صفحات هلن دوان دوان وارد خانه می‌شود و از فراوانی محصول یونجه شادی می‌کند.

## اقتباس
در سال ۱۹۹۲ فیلمی به کارگردانی جیمز ایوری به همین نام از روی هواردز اند ساخته شد. اما تامسون، ونسا ردگریو، هلنا بونهام کارتر، آنتونی هاپکینز و ساموئل وست از بازیگران آن بودند. تامسون برای بازی خود یک جایزه اسکار دریافت کرد.